# Jay Pandolfo
Jay Pandolfo (Winchester, Massachusetts, 27 de dezembro de 1974) é um jogador norte-americano de hóquei no gelo aposentado que jogou pelo time do New Jersey Devils, na NHL.

## Carreira
Pandolfo cresceu em Burlington, Massachusetts, e jogou hóquei pela Burlington High School, onde se graduou em 1992.
Foi contratado pelo New Jersey Devils em 1993 depois da NHL Entry Draft após seu primeira ano na Universidade de Boston. Demorou mais duas temporadas para Pandolfo se torna titular pela equipe do New Jersey Devils e sua primeira temporada completa foi há de 1998/1999, até hoje sua melhor temporada pelo time quando marcou 14 metas e 27 pontos em 70 jogos. Pandolfo ganhou duas Copas Stanley, pelo New Jersey, há de 2000 e 2003, a melhor de 2003, quando marcou 6 metas e 12 pontos em 24 jogos pelos Playoff.
É um especialista na defesa, onde tem um ótimo desempenho e é atualmente o quarto maior jogador com números de jogos consecutivos na história do Devils (283). Seu irmão mais novo, Mike, também está na equipe do New Jersey Devils.
Pandolfo chegou a Final da Frank J. Selke Trophy pela primeira vez após a temporada 2006/2007.
Em 30 de novembro de 2007, os 307 jogos consecutivos de Pandolfo chegaram ao fim depois de sofrer uma lesão pélvica. Ele teve a quarta maior sequência na história da franquia, com Travis Zajac detendo o recorde em mais de 389 jogos.